# Agnieszka Barczak-Oplustil
Agnieszka Barczak-Oplustil (ur. 12 października 1974 w Toruniu) – polska prawniczka, doktor habilitowany nauk prawnych, nauczyciel akademicki Uniwersytetu Jagiellońskiego. Specjalizuje się w prawie karnym materialnym.

## Życiorys
W 1998 ukończyła na Wydziale Prawa i Administracji Uniwersytetu Jagiellońskiego studia na kierunku prawo. W 2003 na podstawie napisanej pod kierunkiem Andrzeja Zolla rozprawy pt. Naruszenie reguł ostrożności jako znamię typu czynu zabronionego uzyskała na tej samej uczelni stopień naukowy doktora nauk prawnych w zakresie prawa. W 2017 na tym samym wydziale na podstawie dorobku naukowego oraz monografii pt. Zasada koincydencji winy i czynu w Kodeksie karnym otrzymała stopień doktora habilitowanego nauk prawnych w zakresie prawa.
Została adiunktem w Katedrze Prawa Karnego Uniwersytetu Jagiellońskiego.